# Gerd Backhaus
Pour les articles homonymes, voir Backhaus.
Gerd Backhaus (né le 8 septembre 1942 en Allemagne de l'Est) est un joueur de football international est-allemand.